# LEAGUE PRINCESS
LEAGUE PRINCESS（りーぐぷりんせす）は、プロレス団体のJDスター女子プロレスが2006年と2007年に開催した、各女子団体のキャリア3年未満の若手選手によるシングルマッチのリーグ戦。優勝者にはPOP（プリンセス・オブ・プロレスリング）王座が贈られた。

## 第1回大会（2006年）
参加10人
Aブロック
- 風香 5点※優勝
- 栗原あゆみ（M's Style） 5点
- 市井舞（我闘姑娘） 4点
- 春日萌花（我闘姑娘） 0点
- 浦井百合（ガッツワールド） 0点

Bブロック
- 夏樹☆ヘッド（我闘姑娘） 6点※準優勝
- バンビ（KAIENTAI-DOJO） 5点
- 渋谷シュウ 4点
- 中川ともか（KAIENTAI-DOJO） 4点
- チェリー（ユニオンプロレス） 2点

内容
参加10選手が2ブロックに分かれ、日本プロレスのワールドリーグ戦での「日本組対外人組」のように、同ブロック同士では試合せずAブロック対Bブロックで対戦して勝ち点を争うという形式がとられた。リーグ戦はそれぞれ10分1本勝負、時間切れの場合は5分間の延長戦が行われ、10分以内に勝つと勝ち点2、延長で勝つと勝ち点1、延長でも決着がつかなければ両者0点。各ブロック上位2名が6月24日の決勝トーナメントに駒を進め、決勝はAブロック代表の風香がBブロックの夏樹を下し優勝、初代POP王者となった。

## 第2回大会（2007年）
参加8人
- 中島安里紗（JWP女子プロレス） 10点※優勝
- 浦井百合（ガッツワールド） 10点※準優勝
- 松本浩代（エスオベーション） 10点※準優勝
- 勇気彩（NEO女子プロレス） 9点
- 小林華子（伊藤薫プロレス教室） 7点
- 大畠美咲 5点
- 大木香（JWP） 4点
- 紫雷イオ（TEAM MAKEHEN） 1点

内容
8名による総当たりリーグ戦となり、試合形式も10分1本勝負のみで延長戦がなくなり、勝ち2点、時間切れ引き分け1点という普通のリーグ戦になった。前年末の第4回ジュニア・オールスター戦で風香を破り第2代POP王者となった夏樹☆たいようが大会前に王座を返上し、この大会も優勝者がPOP王座を獲得することになったが、前シリーズで浜田文子にリンチまがいの攻撃を受けた風香がシリーズの途中で欠場したり、期間中の5月20日にJDスターの活動停止が発表されるなど、関心はリーグ戦以外のところに集中した。3人が勝ち点10で並び、「格闘美」としての最後の興行となった6月17日に行われた優勝決定巴戦で中島が優勝し、この時点で保持していたJWPジュニア王座と合わせて二冠王者となった。